# Tauborixiellopsis
Tauborixiellopsis is een geslacht van wantsen uit de familie van de Corixidae (Duikerwantsen). Het geslacht werd voor het eerst wetenschappelijk beschreven door Martins-Neto in 1998.

## Soorten
Het genus is monotypisch en bevat alleen de volgende soort:

- Tauborixiellopsis breviclavata Martins-Neto, 1998